# Premi Josep Yxart
El Premi Josep Yxart fou un premi d'assaig en català creat el 1956 per l'editorial Selecta i actiu fins al 1970. Pren el seu nom de Josep Yxart i de Moragas, crític literari i traductor català. El Premi es donava durant la nit literària de Santa Llúcia, amb la intenció de fomentar una nova formada d'escriptors d'assaig en la cultura catalana. Amb una dotació econòmica inicial de 10.000 pessetes es passarà a 15.000 I'any 1960 i, finalment a 25.000 a partir del 1965. L'import del premi era finançat pel mecenes Francesc A. Ripoll.

## Jurat
Durant els primers anys el formaven Jordi Rubió i Balaguer i Josep M. Castellet. El 1960 J.V. Foix substitueix Rubió i Balaguer i s'hi incorpora Jaume Bofill i Ferro. El 1964 són substituïts per Rafael Gay de Montella, Lluis Nonell i Jordi Ventura. El 1966 Pere Ribot sbustitueix Lluis Nonell, i I'any següent, quan Maurici Serrahima substitueix Gay de Montellà.

## Llista de guardonats[5]
- 1956 - Joan Fuster- Figures de temps
- 1957 - Maria Aurèlia Capmany - Cita de narradors
- 1958 - Jaume Bofill i Ferro - Vint-i-cinc anys de crítica
- 1959 - Osvald Cardona - De Verdaguer a Carner
- 1960 - Joan Triadú - La literatura catalana i el poble
- 1961 - Josep Maria Corredor - El rnón actual i el nostre país
- 1962 - Jordi Ventura- Els heretges catalans
- 1963 - Josep Palau i Fabre - Doble assaig sobre Picasso.[7]
- 1964 - Miquel Arimany - I els catalans també.
- 1965 - Maurici Serrahima - Sobre llegir i escriure
- 1966 - Félix Cucurull - Dos pobles ibèrics (Portugal i Catalunya)
- 1967 - Mercè Boixareu - Vida i obra de Màrius Torres
- 1968 - Ramon Planes - El modernisme a Sitges
- 1969 - desert
- 1970 - Osvald Cardona - L'art poètica de Maragall